# 에리카 스테파니

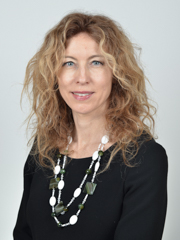
에리카 스테파니

에리카 스테파니(이탈리아어: Erika Stefani, 1971년 7월 18일 ~ )는 이탈리아의 변호사, 정치인으로 2018년 6월 1일 이래 지방자치부 장관을 지내고 있다. 북부동맹의 당원이며, 2013년 3월 15일부터 상원의원을 지내고 있는 중이다.

## 생애
1999년 트리시노 시의원으로 출마해 당선된 것을 시작으로 정계에 입문했다. 당선 직후 북부동맹에 입당했으며, 2009년 북부동맹 소속으로 시의원에 재선하는 데 성공했다. 임기 말 트리시노 부시장 및 도시계획의원을 지내기도 했다.
2013년 이탈리아 총선에서 베네토주 선거구 상원의원으로 도전해 당선되었으며, 2018년에는 비첸차 선거구로 옮겨 출마해 당선되었다. 2018년 6월 1일 지방자치부 장관으로 공식 취임했다.